# Malov
Malov je priimek več oseb:
- Nikolaj Ivanovič Malov, sovjetski general
- Sergej Efimovič Malov, sovjetski turkolog